# Pleopeltis fallax
Pleopeltis fallax là một loài thực vật có mạch trong họ Polypodiaceae. Loài này được (Schltdl. & Cham.) Mickel & Beitel miêu tả khoa học đầu tiên năm 1988.